# Loma del Zapote
Loma del Zapote är en ort i Mexiko.   Den ligger i kommunen Doctor Mora och delstaten Guanajuato, i den centrala delen av landet, 220 km nordväst om huvudstaden Mexico City. Loma del Zapote ligger 2 104 meter över havet och antalet invånare är 251.
Terrängen runt Loma del Zapote är platt åt nordväst, men åt sydost är den kuperad. Terrängen runt Loma del Zapote sluttar västerut. Runt Loma del Zapote är det ganska glesbefolkat, med 36 invånare per kvadratkilometer. Närmaste större samhälle är San José Iturbide, 12,6 km söder om Loma del Zapote. Trakten runt Loma del Zapote består i huvudsak av gräsmarker.